# Ravenden (Arkansas)
Ravenden es un pueblo ubicado en el condado de Lawrence en el estado estadounidense de Arkansas. En el Censo de 2010 tenía una población de 470 habitantes y una densidad poblacional de 86,79 personas por km².

## Geografía
Ravenden se encuentra ubicado en las coordenadas 36°14′21″N 91°14′51″O / 36.23917, -91.24750. Según la Oficina del Censo de los Estados Unidos, Ravenden tiene una superficie total de 5.42 km², de la cual 5.38 km² corresponden a tierra firme y (0.57%) 0.03 km² es agua.

## Demografía
Según el censo de 2010, había 470 personas residiendo en Ravenden. La densidad de población era de 86,79 hab./km². De los 470 habitantes, Ravenden estaba compuesto por el 99.15% blancos, el 0% eran afroamericanos, el 0.21% eran amerindios, el 0% eran asiáticos, el 0% eran isleños del Pacífico, el 0% eran de otras razas y el 0.64% pertenecían a dos o más razas. Del total de la población el 0.85% eran hispanos o latinos de cualquier raza.